# Yvonne Jensen
Yvonne Jensen er en fiktiv person, som optræder i de første 13 film om Olsen-banden. Hun spilles af Kirsten Walther.
Yvonne er gift med Kjeld, med hvem hun har børnene Birger, Børge og "lillesøster". Birger og "lillesøster" er dog kun en del af familien i den første film Olsen-banden fra 1968, herefter optræder Børge som familiens eneste barn i resten af filmene.
Yvonne og Kjeld bor i Valby, og deres bolig danner ofte rammerne for bandens hovedkvarter/tilholdssted.
Da Kirsten Walther døde i 1987, optræder Yvonne Jensen ikke i den 14. film Olsen-bandens sidste stik. I stedet for Yvonne medvirker Ruth Hansen, spillet af Grethe Sønck. Men den norske Yvonne/Valborg/Aud Schønemann levede. Så hun var med i den sidste norske Olsen-banden film.

## Yvonne og Kjeld
I Yvonne og Kjelds forhold er det tydeligt, at det er Yvonne der bestemmer. Yvonne står næsten altid i vejen for Kjelds beslutninger i Olsen-Banden, som reflekteres over på gruppen. Dette vises med dette citat, som går igennem mange af filmene: "Og hvad med Yvonne, hvad vil hun ikke sige til det". Dette kan sammenlignes med en lille dreng, som altid skal spørge sin mor om lov.
Kjeld og Yvonnes forhold har derfor også en stor betydning for gruppens handlinger. For at få Kjeld med i Egons plan, bliver de nødt til at overtale Yvonne til at give ham grønt lys. Selvom at Yvonnne ikke er direkte med i kuppet, så har hun alligevel en rolle. Dette har stor indflydelse på, hvad der kommer til at ske i sidste ende.

## Yvonne som kvinderettighedskæmper
Yvonne og Kjeld bor i Valby, og deres bolig danner ofte rammer for bandens hovedkvarter/tilholdssted. I hjemmet i Valby er det Yvonne som er overhovedet, da hun er dominerende overfor sin familie og venner.
I 1970'erne, hvor de 13 Olsen-banden film blev indspillet, var kvindernes rettigheder meget debatteret. Kvinderne kæmpede på denne tid for ligestilling med mændene, og Yvonne er her et symbol på dette. Hun viser, at hun sagtens kan tage vare på sig selv, ved at tage styringen i hjemmet.
Selvom Yvonne fremstår som et selvstændigt og stærkt individ, bliver hun stadig set som et sexobjekt af hendes mandelige medspillere.

## Psykologisk profil af Yvonne
Dette er en personlighedsmodel af Yvonne, som er lavet på baggrund af: The Big 5 Personality test.
- Man kan se er hun en meget lukket kvinde der også er meget uenig med folk som det også er tydeligt afspejlet i filmen.
- Hun er en kvinde, der hælder mod det nervøse. Dette kommer til udtryk i hendes tanker omkring Kjeld.
- Hun er en udadvendt kvinde, som taler meget og snakker med alt og alle. Samtidig har hun en gennemtrængende mening om alt.
- Hun ligger imellem uorganiseret og samvittighedsfuld, hvilket også passer til at hun er lidt samvittighedsfuld. Hun virker samtidig, som en organiseret kvinde.

## Beklædningen
Kostumieren Lotte Dandanell står bag alle kostumerne til Olsen Bandens figurer.